# Estadio Monumental (Chile)
El Estadio Monumental es un recinto deportivo propiedad del Club Social y Deportivo Colo-Colo, situado en la comuna de Macul, en el sector suroriente de la ciudad de Santiago, Chile, cercano a la intersección de las avenidas Vicuña Mackenna y Departamental.
Cuenta con cuatro canchas de entrenamiento de césped y una de césped artificial donde practican todas las ramas de fútbol del club, además de la escuela de fútbol Monumental.
En sus dependencias se encuentran también el Museo de Colo-Colo, el primer museo dedicado al fútbol en Chile, la Casa Alba, lugar de residencia de promisorios jugadores juveniles con capacidad para 64 cadetes, que además funciona como Centro de Eventos.
En el interior del Estadio también funcionan las oficinas de Blanco y Negro S.A. y las de la Corporación del Club Social y Deportivo Colo Colo.
Fue inaugurado el 20 de abril de 1975, por el primer partido entre Santiago Morning y Santiago Wanderers 1-1, como antesala del partido entre Colo-Colo y Aviación con el resultado de 1-0 con gol del delantero albo Juan Carlos Orellana (re-inaugurado el 30 de septiembre de 1989), y tiene una capacidad oficial de 43 667 espectadores.
Se utiliza indistintamente las nomenclaturas "Estadio Monumental" y "Estadio Monumental David Arellano", pero, en la realidad, el nombre de David Arellano solo lo lleva la cancha principal, mientras que todo el complejo se denomina Estadio Monumental.

## Historia
En el año 1946, Colo-Colo adquirió su primer recinto, cuando en noviembre de ese año compraron a la Caja de Previsión de Carabineros de Chile los terrenos del estadio de Carabineros. Este estadio era de madera y se ubicaba en la avenida Balmaceda, detrás de la Estación Mapocho. Debido a su ubicación, a un costado del río Mapocho, su suelo no era apto para la construcción de un gran estadio, por lo que en el año 1955 se procedió a vender esos terrenos.
En 1956, bajo la presidencia de Antonio Labán, con el dinero obtenido de la anterior venta se adquirió en 60 millones de pesos un terreno de 28 hectáreas, ubicado en el sector sur de Santiago, junto a Avenida Departamental, e inició la construcción del estadio, diseñado para albergar 120 000 personas. La idea de Antonio Labán era ofrecer el estadio para la realización de la Copa del Mundo de 1962, a jugarse en Chile, y obtener así la ayuda del Estado para su conclusión. Parte del dinero de esta construcción se obtuvo gracias a la venta de acciones de la Inmobiliaria Estadio Colo-Colo, acciones que le permiten a los poseedores actuales de ellas, asistir de modo gratuito, a todos los espectáculos que se desarrollan en el Monumental.
El terremoto que asoló en 1960 el sur de Chile puso en peligro la realización del Mundial de Fútbol, pero el gobierno dio orden de llevarlo a efecto con los estadios existentes. La construcción quedó de este modo inconclusa, mientras había sido levantado el 75% de la obra gruesa. 

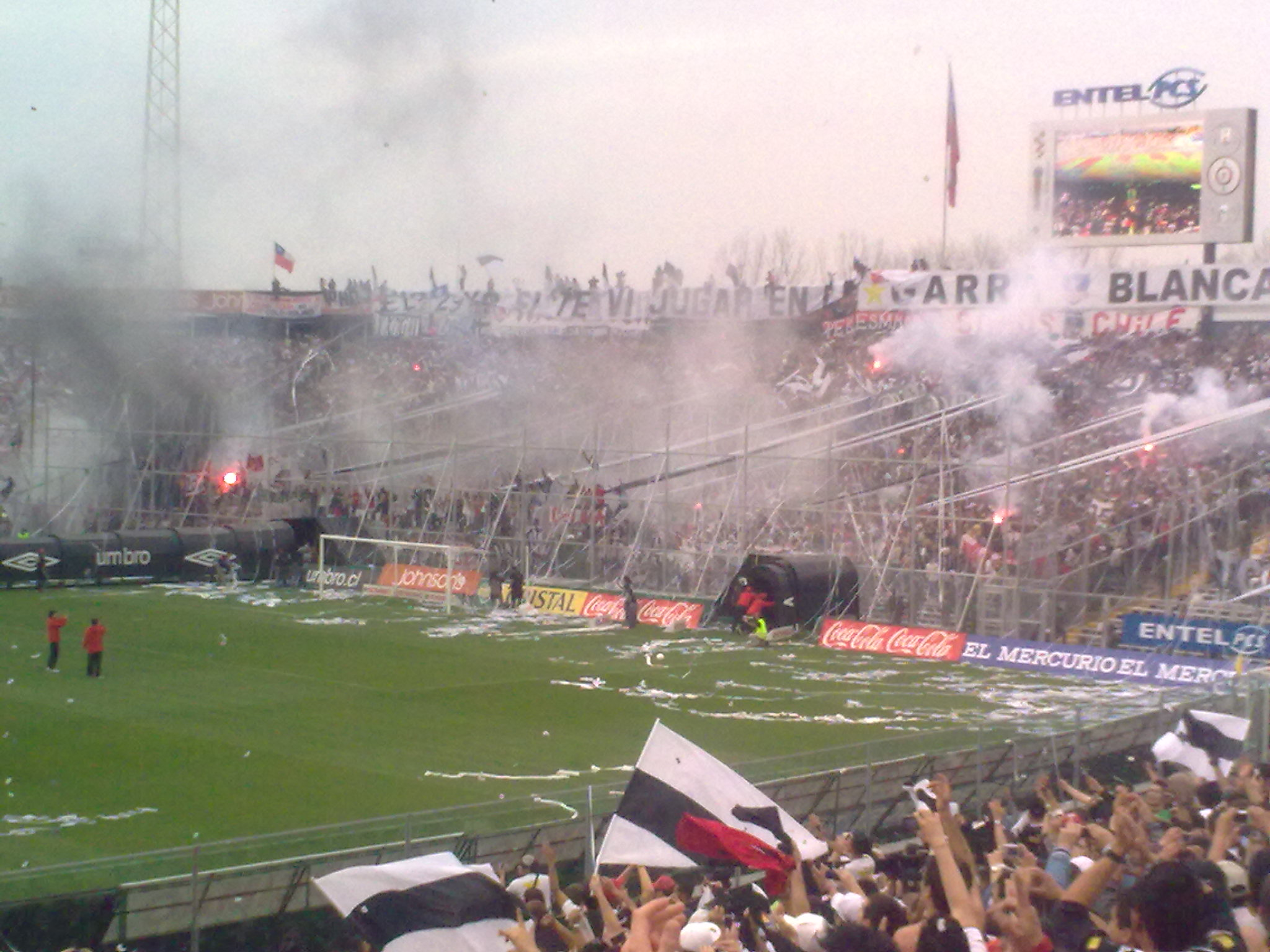
Garra Blanca en el codo norte del Estadio Monumental.

El 26 de abril de 1958 se iniciaron los trabajos de construcción de la obra gruesa del estadio. Cabe agregar que esta parte de la construcción era la más costosa, pues se hizo bajo el nivel del suelo, para lo cual se ejecutó una gigantesca excavación, al fondo de la cual está la cancha, y alrededor de ella las graderías con capacidad inicial para 65 000 personas aproximadamente. El segundo piso para 50 000 personas iría colocado sobre esta base, es decir, sobre el nivel del suelo, por lo que su costo sería muy inferior. Este segundo piso aún no ha sido realizada en su totalidad, siendo construida en un mínimo porcentaje con la tribuna Rapa-Nui, pero con otro diseño, siendo esta la ubicación más exclusiva del estadio. La particularidad del Estadio Monumental por su cancha ubicada bajo el nivel del suelo, hace de este uno de los estadios donde el público se siente con más presión, debido además a que la reja que separa a la hinchada con la cancha, está alejada a solo 5 metros. En diciembre de 1971 se anunció que Mario Recordón realizaría los estudios necesarios para finalizar las obras de construcción del estadio, que complementaría a otras obras realizadas con miras a los Juegos Panamericanos de 1975, que se realizarían inicialmente en Santiago y cuya sede fue descartada tras el golpe de Estado del 11 de septiembre de 1973.
Hubo una primera inauguración bajo la presidencia de Héctor Gálvez, obras que pudieron efectuarse con la venta de Carlos Caszely a España. Así, el 20 de abril de 1975, casi 20 años después del primer proyecto y en medio de las celebraciones del cincuentenario del Cacique, se dio el puntapié inicial. Aquel histórico día, Colo-Colo jugó ante Aviación por la segunda fecha del Torneo Oficial de ese año, con presencia de algo más de 40 mil espectadores, aunque se registraron oficialmente 25 599 (Colo-Colo ganó 1-0 con gol de Juan Carlos Orellana).

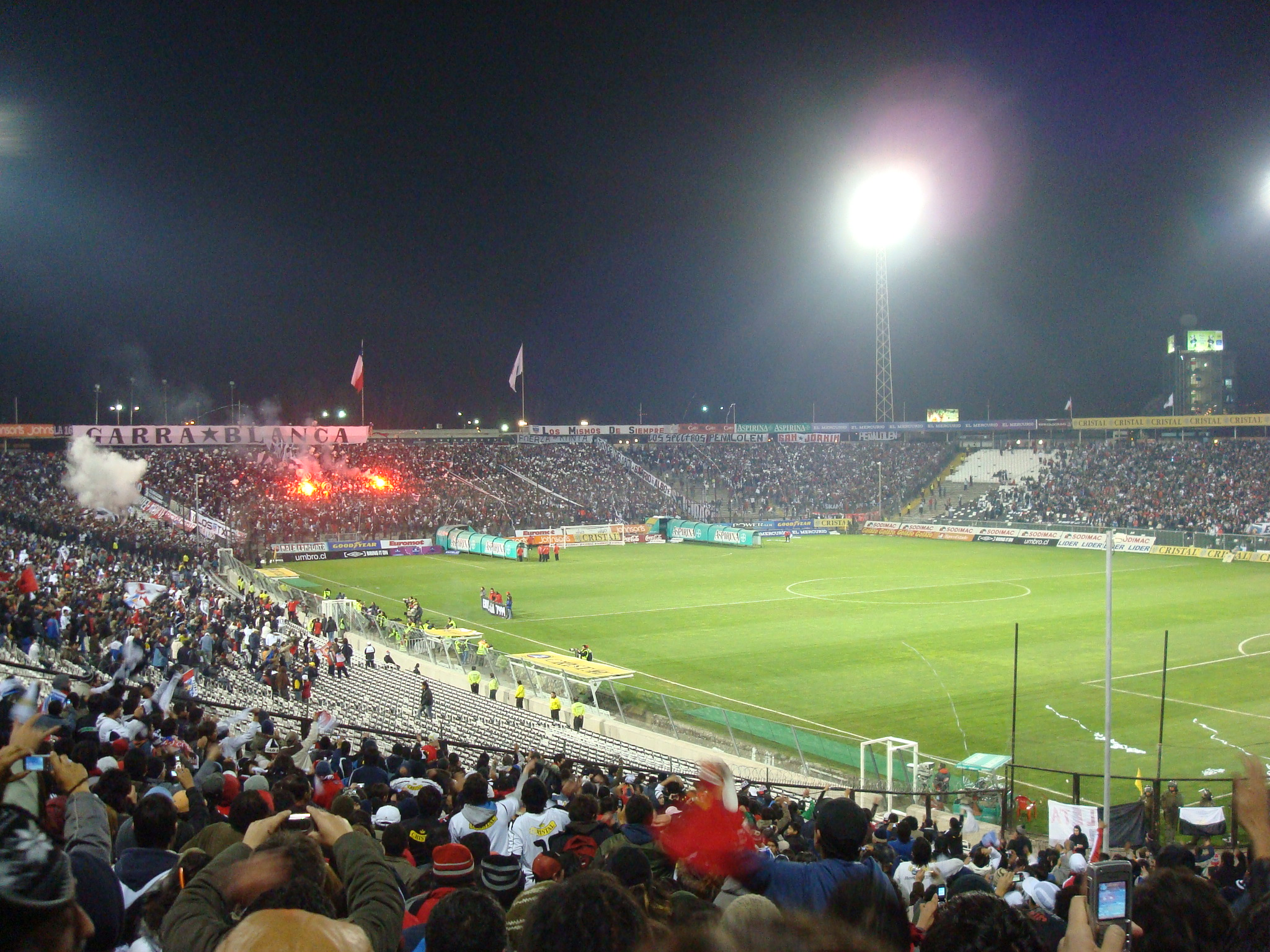
Sector Norte del estadio.

Aquel año Colo Colo jugó de local en su "nuevo" estadio, solo cinco partidos más. Las pocas o nulas comodidades del recinto -falta de asientos, baños precarios y un marcador demasiado artesanal, a base de energía humana- hicieron que el público no acudiera en masa. Por eso que en 1976, el Cacique retornó al Estadio Nacional; sin embargo, la localía en dicho estadio le demandaba el 8% de la recaudación, y no poder disponer de la publicidad estática y los productos a la venta en el interior del estadio le generaban un perjuicio económico al Club.
A principios de 1987, bajo la presidencia de Peter Dragicevic, se tomó como meta la terminación del Estadio Monumental. Primero se pensó en emitir acciones de la bolsa para capitalizar la Inmobiliaria Estadio Colo-Colo, pero se desechó la idea al no haber interés. A mediados del mismo año, se analizó la solicitud de un crédito en el Banco Nacional de 100 millones de pesos, hipotecando la sede de Cienfuegos 41. Además, concurrieron con respaldo patrimonial Dragicevic y el vicepresidente Eduardo Menichetti, pero tras cumplir los requisitos, el Banco solicitó una hipoteca sobre el estadio y autorizando un monto de 60 millones, lo que terminó por desechar la idea.
Es así que tras aportes de la empresa privada, como aportes de la hinchada a través de una «Colotón» apoyada por TVN que recolectó la suma de 210 millones de pesos, se continuó con las obras. Además, Colo Colo transfirió al delantero Hugo Rubio al Bologna de Italia, con lo cual la institución recibió 500 mil dólares de la época, los cuales permitieron la construcción del sector Rapa Nui, y ampliar la capacidad del estadio. Además, el traspaso de Juan Gutiérrez al Morelia mexicano que significaron 120 mil dólares ocupados para terminar las obras.
Con esos recursos se realizaron las terminaciones del estadio, lo que permitió habilitarlo definitivamente, jugándose el primer partido de la reinauguración el 30 de septiembre con un lleno absoluto contra Peñarol, ganando 2-1, con goles de Marcelo Barticciotto y Leonel Herrera. El 16 de febrero de 1991 fue inaugurada la iluminación de Estadio, donde Colo-Colo venció por 1-0 a Racing de Avellaneda, ese mismo año donde Colo-Colo obtendría la Copa Libertadores de América ganándole a Olimpia por 3-0 y, un año después en septiembre de 1992, obtendría la Copa Interamericana derrotando a Puebla FC por 3-1. Además en este mismo estadio se logró el Tetracampeonato convirtiéndose en el primer equipo chileno en lograr cuatro títulos consecutivos, dichos torneos fueron las siguientes: Apertura 2006 (Definición por penales contra la Universidad de Chile), Clausura 2006 (Definición contra Audax Italiano), Apertura 2007 (Ganador en la fase regular, en una infartante lucha con la Universidad Católica, equipo al que superó por un punto de diferencia) y Clausura 2007 (Definición frente a la Universidad de Concepción).
En materia estadística, Universidad Católica es el visitante más ganador en el Estadio Monumental desde su inauguración con 15 triunfos. Le siguen Cobreloa (6), Palestino (6), Audax Italiano (6) y Huachipato (5), entre otros.
Tras el anuncio de Chile como organizador de la Copa América 2015, el 11 de noviembre de 2014, la ANFP anunció al Estadio Monumental David Arellano, como una de las sedes oficiales del torneo internacional más antiguo del mundo y en dicho torneo, se disputarán 2 partidos del Grupo C, correspondientes a la primera fase del certamen.

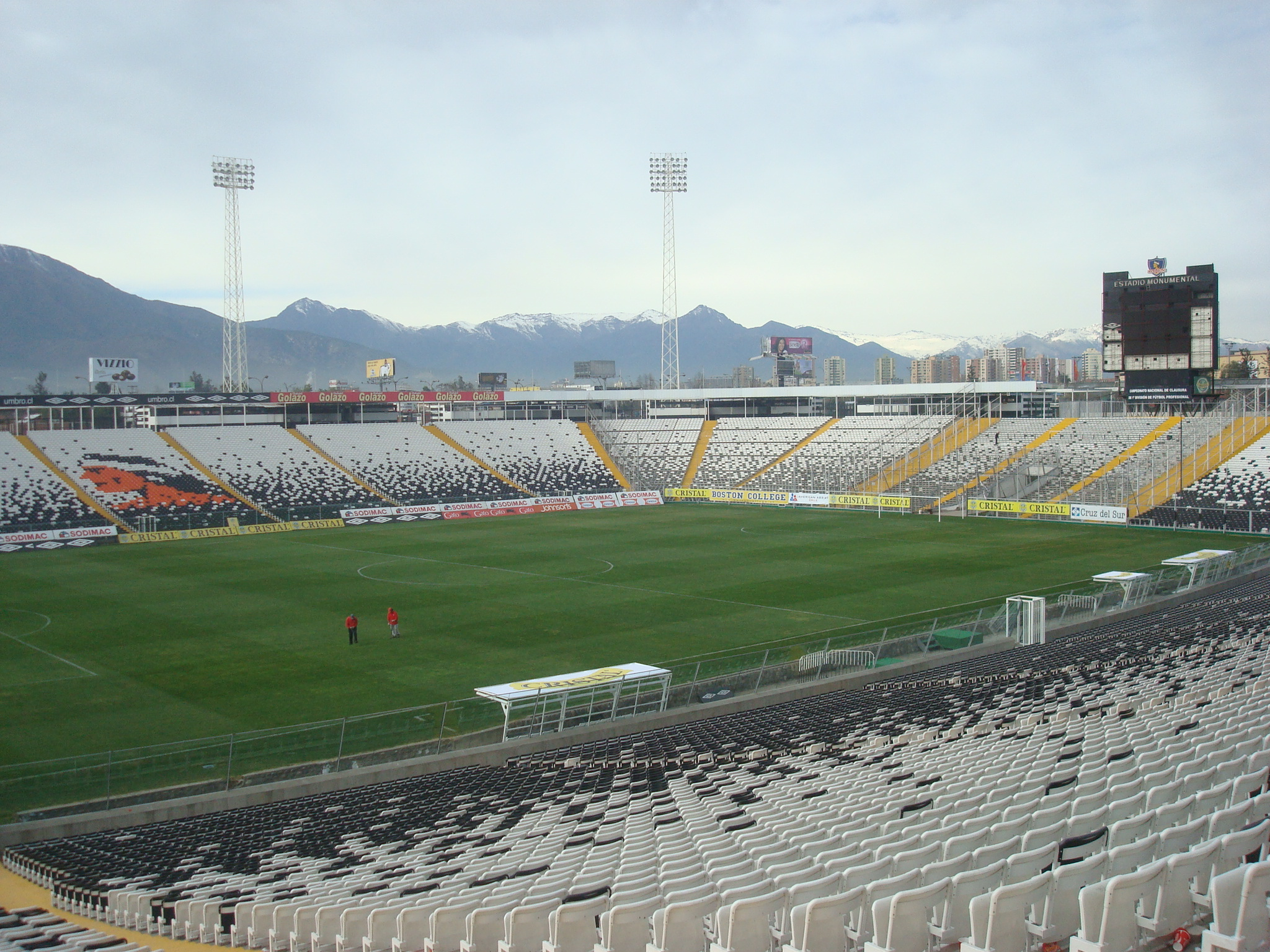
Sector Sur del estadio.

### Capacidad del estadio
El estadio al momento de su reinauguración en el año 1989 contaba con una capacidad que variaba entre 65 000 y 62 500 espectadores, con el paso de los años y con el objetivo de evitar accidentes como el ocurrido el año 1993 cuando en el partido con Real Madrid, producto del exceso de público cayó un sector no habilitado del estadio para acomodar personas (que había sido utilizado de manera ilegal por éstas), provocando la muerte de un hincha y heridas a otros tantos, el estadio ha ido bajando su capacidad lentamente, hasta llegar al día de hoy donde se permite un máximo de 43 667 espectadores.
El récord de asistencia del estadio es de 69 305 espectadores, en un partido del año 1992 entre Colo Colo y la Universidad de Chile, válido por el campeonato nacional de ese año.

## Mejoras
El Proyecto de mejora del Estadio Monumental, busca tener un nuevo espacio público y coliseo deportivo de calidad mundial, teniendo como referencia a los mejores espacios de Europa y contando con asesoría internacional.
Partiendo del alarmante diagnóstico general de que ningún estadio en Chile cumplía con las recomendaciones de la FIFA 2006, se mantiene la idea de poner al Estadio Monumental a la altura de los mejores recintos deportivos del planeta. El Estadio Monumental cuenta con una pantalla sobre el sector Arica o sector norte (donde se ubica la "Garra Blanca"). Mientras que en Magallanes o sector sur se ubica el tablero marcador.

### Instalación de Butacas

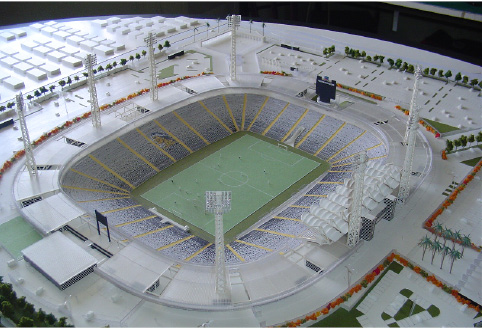
Maqueta del Nuevo Estadio Monumental, luego de su remodelación.

Con el objetivo de mejorar la comodidad en los asistentes al estadio, se implementaron butacas individuales en casi todo el recinto, con la excepción de los sectores Norte (Arica), Sur (Magallanes), ocupados por las barras bravas de los clubes y los "codos" o esquinas del estadio, (sectores: Galvarino, Lautaro, Caupolicán y Tucapel), y en su lugar se colocaron asientos de cemento. Característico es el diseño que dan los colores de las butacas, con un efecto en degradado de blanco a negro (este efecto también se da en los asientos de cemento de los sectores populares, con la diferencia que fueron pintados por la Garra Blanca) y con el diseño de un cacique (símbolo del club) en el sector Cordillera.

### Tablero marcador
El nuevo tablero marcador del Estadio Monumental (Chile), es una pantalla de televisión gigante que no se utiliza como pantalla gigante (ya que hay otra en el sector norte) pero que su utilidad es solo de tablero marcador, y esta se ubica en la cabecera sur del estadio.

### Iluminación led
EL 27 de enero del 2021, a través de sus redes sociales al ritmo de Thunderstruck de AC/DC, se presentaron las nuevas iluminarias con tecnología led para sus 8 torres.

### Seguridad
Colo-Colo con la intención de mejorar los estándares de seguridad en el recinto de Macul, instaló un moderno sistema de cuatro cámaras de vigilancia de última generación que son únicas en Chile y Latinoamérica. Las cámaras permiten grabar e identificar de modo exhaustivo a personas en cualquier sector del estadio que intenten cometer desmanes en el recinto deportivo. Este aparato tecnológico tuvo un costo de US$ 180.000 y debutó el 28 de mayo de 2008 en el partido de ida por la final del torneo de apertura frente al equipo de Everton de Viña del Mar.

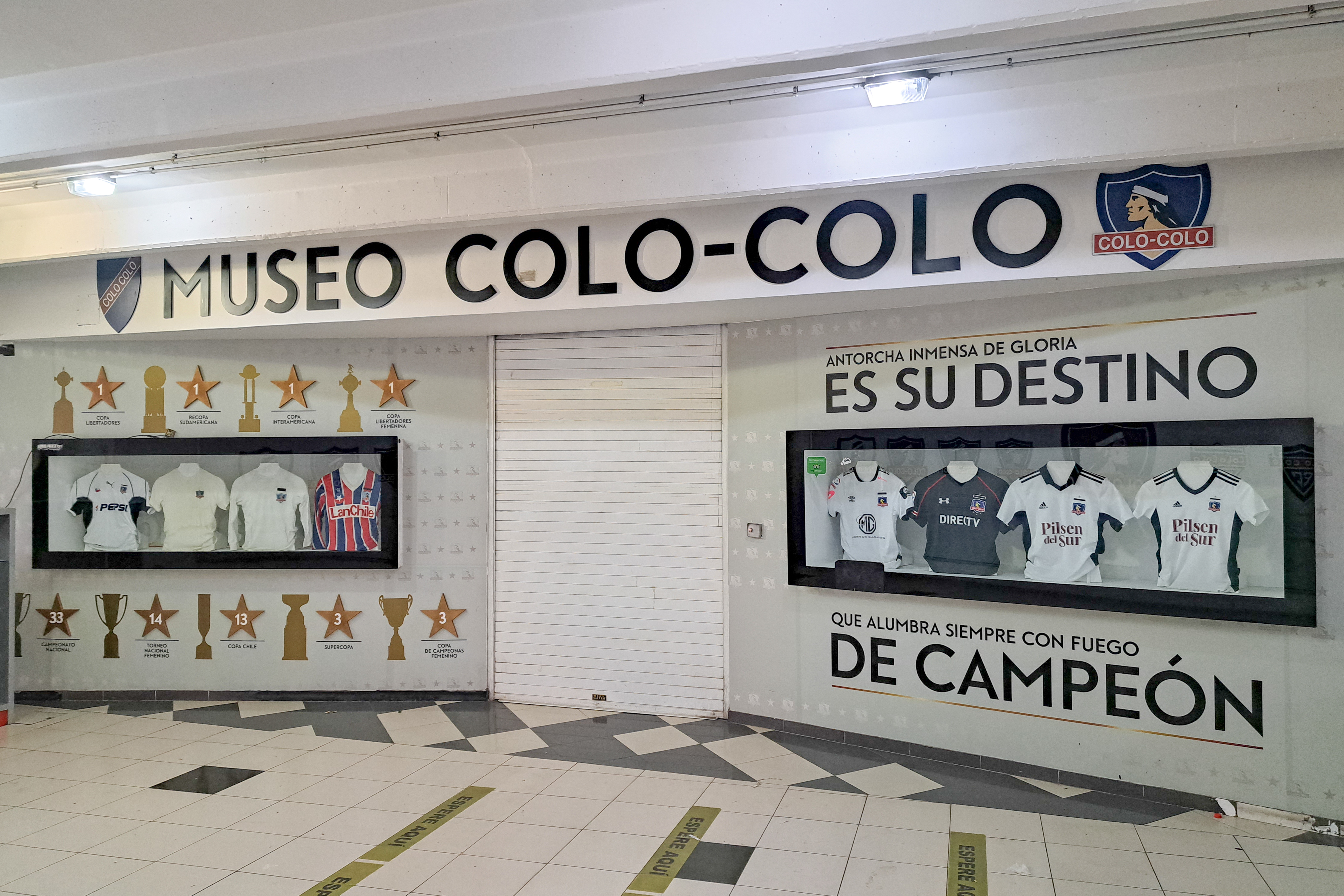
Entrada del Museo de Colo-Colo (Sector Océano).

### Museo
A partir de mediados del año 2009 el estadio cuenta con un museo de categoría mundial, este se encuentra ubicado en el sector Océano del Estadio Monumental y cuenta con una superficie de 250 m² y con una capacidad para 50 personas. En el museo se encuentran los trofeos de los campeonatos nacionales conseguidos por el club, la réplica de la Copa Libertadores conseguida en 1991, las camisetas usadas por el club, una maqueta del estadio, así como también, una mención especial para los campeonatos conseguidos de forma invicta en 1937 y 1941, el Colo-Colo '73, el tricampeonato entre 1989 y 1991, y el tetracampeonato conseguido entre 2006 y 2007.

### Casa Alba
La Casa Alba, semillero de las futuras estrellas de Colo Colo, fue inaugurada en 2008. El objetivo de este edificio es promover el desarrollo de un selecto grupo de talentos y promesas juveniles que resultan de la búsqueda y selección de jugadores que se realizan tanto en Santiago como en regiones.
La Casa Alba, tiene una superficie de 1.156,24 m² y una capacidad de acogida de 64 cadetes, distribuidos en 16 habitaciones y una oficina de administración. Los jóvenes, cuentan con distintas comodidades como: Salas de esparcimiento, estudios, lectura, computación y conferencias. Su emplazamiento se encuentra dentro del recinto del estadio, en la intersección de las calles Benito Rebolledo y Exequiel Fernández.

## Eventos Importantes

### Selección Chilena
El Estadio Monumental ha recibido catorce veces a la Selección Nacional de Chile, una vez por las clasificatorias a la Copa Mundial de Francia 1998, dos veces por las clasificatorias a la Copa Mundial de Sudáfrica 2010, una vez por partido amistoso frente a la Selección de Uruguay con motivo del centenario de la Selección Nacional de Chile, un partido amistoso frente a la selección de fútbol de Estonia (partido en el cual la selección de Chile goleó por cuatro goles a cero a la visita), dos partidos por las clasificatorias a la Copa Mundial de Fútbol Brasil 2014, cuyos partidos fueron ante los seleccionados de Perú y Colombia. Un partido amistoso ante la Uruguay en 2014, cuatro partidos por las clasificatorias a la Copa Mundial de fútbol Rusia 2018, cuyos partidos fueron ante las selecciones de Bolivia, Venezuela, Paraguay y contra Ecuador.
En 1997 venció a Venezuela por 6-0 con 5 goles de Iván Zamorano y el otro de Pedro Reyes, en el 2009 juega nuevamente contra Venezuela, donde empataron por 2 tantos con goles de Arturo Vidal y Rodrigo Millar para Chile y para Venezuela Giancarlo Maldonado y José Manuel Rey, este último exjugador del cuadro albo. En el partido de finalización de las eliminatorias para el mundial de Sudáfrica, la selección gana por un tanto a cero a su similar de Ecuador, con gol de Humberto Suazo, convirtiéndose con este el goleador de la eliminatoria con 10 dianas, seguido por Luis Fabiano con 9. En los 2 últimos partidos de Chile como local en esa eliminatoria, los albergó en este recinto, debido a la remodelación del Estadio Nacional.
Como curiosidad, todos los anotadores por duelos de selección antes del 2011, habían pasado por Colo Colo, Iván Zamorano, Pedro Reyes, Arturo Vidal, Humberto Suazo, Rodrigo Millar, Alexis Sánchez y José Manuel Rey han pasado por las filas del Cacique, todos siendo campeones, a excepción de Zamorano.
Esto finalizó el 11 de octubre de 2011, en el triunfo de Chile a Perú por 4-2, en que anotó Humberto Suazo (excolocolino) pero también Waldo Ponce, Eduardo Vargas y Gary Medel, que son o fueron de otros equipos nacionales.
En el año 2014, el estadio fue por primera vez sede de una final, en la que no se encontraba involucrado Colo Colo, ya que se jugó la final de la Copa Chile entre Deportes Iquique y Huachipato, ocasión en que el trofeo, cayó en manos del conjunto del norte de Chile, al vencer por 3-1 al cuadro del sur, ante 5000 espectadores.
El 11 de noviembre de 2014, el Estadio Monumental David Arellano fue confirmado como recinto oficial, para la Copa América 2015 a jugarse precisamente en Chile.

### Partidos de la Selección Chilena jugados en el Estadio Monumental
- Torneo: Eliminatorias para Francia 1998

| 29 de abril de 1997 | Chile                                        | 6:0 (3:0) | Venezuela | Estadio Monumental David Arellano, Santiago                        |                                                                    |
| 21:00               | Zamorano 19', 27', 32', 47', 85' · Reyes 66' |           |           | Asistencia: 42.034 espectadores Árbitro(s): Arturo Brizio (México) | Asistencia: 42.034 espectadores Árbitro(s): Arturo Brizio (México) |

- Partido amistoso No Oficial, Aniversario 81 de Colo-Colo

| 12 de abril de 2006 | Colo-Colo             | 1:2     | Chile                                    | Estadio Monumental David Arellano, Santiago |                           |
|                     | Juan Gonzalo Lorca 5' | Reporte | Humberto Suazo 18' · Hector Mancilla 42' | Árbitro(s): Enrique Osses                   | Árbitro(s): Enrique Osses |

- Torneo: Eliminatorias para Sudáfrica 2010

| 5 de septiembre de 2009 | Chile                  | 2:2 (1:2) | Venezuela                | Estadio Monumental David Arellano, Santiago                       |                                                                   |
|                         | Vidal 11' · Millar 53' |           | 34' Maldonado · 45+1'Rey | Asistencia: 45.000 espectadores Árbitro(s): René Ortubé (Bolivia) | Asistencia: 45.000 espectadores Árbitro(s): René Ortubé (Bolivia) |

- Torneo: Eliminatorias para Sudáfrica 2010

| 14 de octubre de 2009 | Chile     | 1:0 (0:0) | Ecuador | Estadio Monumental David Arellano, Santiago                          |                                                                      |
|                       | Suazo 53' |           |         | Asistencia: 47.017 espectadores Árbitro(s): Carlos Torres (Paraguay) | Asistencia: 47.017 espectadores Árbitro(s): Carlos Torres (Paraguay) |

- Partido amistoso, fecha FIFA.

| 17 de noviembre de 2010 | Chile                   | 2:0 (1:0) | Uruguay | Estadio Monumental David Arellano, Santiago                          |                                                                      |
|                         | Sánchez 38' · Vidal 75' |           |         | Asistencia: 47.017 espectadores Árbitro(s): Carlos Torres (Paraguay) | Asistencia: 47.017 espectadores Árbitro(s): Carlos Torres (Paraguay) |

- Partido amistoso, fecha FIFA.

| 19 de junio de 2011 | Chile                                               | 4:0 (3:0) | Estonia | Estadio Monumental David Arellano, Santiago                          |                                                                      |
|                     | Fernández 21' · Ponce 42' · Suazo 45' · Sánchez 50' |           |         | Asistencia: 18.000 espectadores Árbitro(s): Martín Vásquez (Uruguay) | Asistencia: 18.000 espectadores Árbitro(s): Martín Vásquez (Uruguay) |

- Torneo: Eliminatorias para Brasil 2014

| 11 de octubre de 2011, 19:45 (UTC-3) | Chile                                                | 4:2 (2:0) | Perú                     | Estadio Monumental David Arellano, Santiago                       |                                                                   |
|                                      | Ponce 1' · Vargas 17' · Medel 47' · Suazo 63' (pen.) | Reporte   | 49' Pizarro · 59' Farfán | Asistencia: 39.000 espectadores Árbitro(s): Raúl Orosco (Bolivia) | Asistencia: 39.000 espectadores Árbitro(s): Raúl Orosco (Bolivia) |

- Torneo: Eliminatorias para Brasil 2014

| 11 de septiembre de 2012, 16:30 (UTC-3) | Chile         | 1:3 (1:0) | Colombia                                   | Estadio Monumental David Arellano, Santiago                        |                                                                    |
|                                         | Fernández 43' |           | 60' Rodríguez · 73' Falcao · 76' Gutiérrez | Asistencia: 35.000 espectadores Árbitro(s): Víctor Carrillo (Perú) | Asistencia: 35.000 espectadores Árbitro(s): Víctor Carrillo (Perú) |

- Amistoso, Fecha FIFA

| 18 de noviembre de 2014, 21:00 (UTC-3) | Chile       | 1:2 (1:1) | Uruguay                  | Estadio Monumental David Arellano, Santiago                                  |                                                                              |
|                                        | Sánchez 27' |           | 45' Rolán · 80' González | Asistencia: 45.000 (Estimado) espectadores Árbitro(s): Carlos Vera (Ecuador) | Asistencia: 45.000 (Estimado) espectadores Árbitro(s): Carlos Vera (Ecuador) |

- Torneo: Eliminatorias para Rusia 2018

| 6 de septiembre de 2016, 20:30 (UTC-3) | Chile | 3:0                           | Bolivia | Estadio Monumental David Arellano, Santiago                 |                                                             |
| |       | FIFA Reporte Conmebol Reporte |         | Asistencia: 37 000 espectadores Árbitro(s): Ricardo Marques | Asistencia: 37 000 espectadores Árbitro(s): Ricardo Marques |
| La Federación Boliviana de Fútbol fue sancionada con la pérdida del los puntos porque Nelson Cabrera, uno de los jugadores que disputó el encuentro, incumplía los requisitos de convocatoria con la selección. El partido fue declarado perdido por Bolivia, con un resultado 3:0 a favor de Chile. Además, Bolivia pagó una multa de 12 000 francos suizos.17 |       |                               |         |                                                             |                                                             |

- Torneo: Eliminatorias para Rusia 2018

| 28 de marzo de 2017, 19:00 (UTC-3) | Chile                        | 3:1 (3:0)                     | Venezuela  | Estadio Monumental David Arellano, Santiago              |                                                          |
|                                    | Sánchez 5' · Paredes 7', 22' | FIFA Reporte Conmebol Reporte | Rondón 63' | Asistencia: 35 200 espectadores Árbitro(s): Andrés Cunha | Asistencia: 35 200 espectadores Árbitro(s): Andrés Cunha |

- Torneo: Eliminatorias para Rusia 2018

| 31 de agosto de 2017, 19:30 (UTC-3) | Chile | 0:3 (0:1) | Paraguay                                     | Estadio Monumental David Arellano, Santiago               |                                                           |
|                                     |       | Reporte   | 24' (a.g.) Vidal · 55' Cáceres · 90+2' Ortiz | Asistencia: 37 000 espectadores Árbitro(s): Néstor Pitana | Asistencia: 37 000 espectadores Árbitro(s): Néstor Pitana |

- Torneo: Eliminatorias para Rusia 2018

| 5 de octubre de 2017, 20:30 (UTC-3) | Chile                    | 2:1 (1:0)                     | Ecuador    | Estadio Monumental David Arellano, Santiago              |                                                          |
|                                     | Vargas 22' · Sánchez 85' | FIFA Reporte Conmebol Reporte | 84' Ibarra | Asistencia: 45.787 espectadores Árbitro(s): Sandro Ricci | Asistencia: 45.787 espectadores Árbitro(s): Sandro Ricci |

- Torneo: Eliminatorias para Catar 2022

| 2 de septiembre de 2021, 21:00 (UTC-3) | Chile | 0:1 (0:0)                     | Brasil      | Estadio Monumental David Arellano, Santiago                   |                                                               |
|                                        |       | FIFA Reporte Conmebol Reporte | 64' Éverton | Asistencia: 11.000 espectadores Árbitro(s): Diego Haro (Perú) | Asistencia: 11.000 espectadores Árbitro(s): Diego Haro (Perú) |

- Amistoso, Fecha FIFA

| 27 de marzo de 2023, 21:30 (UTC-3) | Chile                                  | 3:2 (1:2) | Paraguay               | Estadio Monumental David Arellano, Santiago                           |                                                                       |
|                                    | 25' Díaz · 76' Sánchez · 90+2' Sánchez | Reporte   | 32' Rojas · 34' Ávalos | Asistencia: 30 000 espectadores Árbitro(s): Flavio Rodrigues de Souza | Asistencia: 30 000 espectadores Árbitro(s): Flavio Rodrigues de Souza |

- Torneo: Eliminatorias para Canadá, Estados Unidos y México 2026

| 12 de septiembre de 2023, 21:30 (UTC-3) | Chile | 0:0     | Colombia | Estadio Monumental David Arellano, Santiago                  |                                                              |
|                                         |       | Reporte |          | Asistencia: 22 153 espectadores Árbitro(s): Jesús Valenzuela | Asistencia: 22 153 espectadores Árbitro(s): Jesús Valenzuela |

- Torneo: Eliminatorias para Canadá, Estados Unidos y México 2026

| 12 de octubre de 2023, 21:30 (UTC-3) | Chile                  | 2:0     | Perú | Estadio Monumental David Arellano, Santiago               |                                                           |
|                                      | 74' Valdés · 91' Núñez | Reporte |      | Asistencia: 30 000 espectadores Árbitro(s): Wilmer Roldán | Asistencia: 30 000 espectadores Árbitro(s): Wilmer Roldán |

- Torneo: Eliminatorias para Canadá, Estados Unidos y México 2026

| 16 de noviembre de 2023, 21:30 (UTC-3) | Chile | 0:0     | Paraguay | Estadio Monumental David Arellano, Santiago                           |                                                                       |
|                                        |       | Reporte |          | Asistencia: 25 000 espectadores Árbitro(s): Fernando Andrés Rapallini | Asistencia: 25 000 espectadores Árbitro(s): Fernando Andrés Rapallini |

### Copa América 2015
Inicialmente la Copa América no iba a albergar ningún partido en el Estadio Monumental, pero por motivo del retraso en la remodelación del Estadio Ester Roa Rebolledo, dos partidos del Grupo C debieron jugarse en Macul. Los otros partidos de la fase final del certamen se jugaron sin modificaciones de reducto.
| Fecha               | Fase         | Equipo |                   | Resultado |                      | Equipo    | Espectadores |
| ------------------- | ------------ | ------ | ----------------- | --------- | -------------------- | --------- | ------------ |
| 17 de junio de 2015 | Primera fase | Brasil | Bandera de Brasil | 0 - 1     | Bandera de Colombia  | Colombia  | 44 008       |
| 21 de junio de 2015 | Primera fase | Brasil | Bandera de Brasil | 2 - 1     | Bandera de Venezuela | Venezuela | 33 284       |

### Megaconciertos y eventos musicales
El Estadio Monumental ha servido también para la realización de grandes eventos musicales y eventos benéficos especiales. El primero de ellos, fue el de Cachureos en el año 1997, cuando el famoso programa infantil, que en ese momento era emitido por TVN, hizo el primer evento benéfico en la historia del estadio de Colo-Colo, cuando realizó un show y recaudó una gran cantidad de dinero, para beneficio de una fundación distinta a la de la Teletón, que es la "Campaña en Ayuda a los Niños Enfermos del Sida" y que contó también, con la participación de varios rostros del canal estatal. Eso sí, Cachureos volvió 5 años después al recinto, para participar en la Colotón (campaña merced a la quiebra de Colo-Colo). En ese año, Cachureos era emitido en Canal 13 y el famoso programa infantil, aceptó la invitación que le propuso Colo-Colo, para participar en la apertura del cierre de la Colotón. Luego, el 4 de noviembre del 2010, se realizó el primer concierto en el recinto: la boy band de Disney, Jonas Brothers; abriendo al Estadio Monumental como una plaza recurrente de espectáculos dentro de la capital. Tras una seguidilla de conciertos, realizados en el recinto de Pedreros, el sábado 12 de noviembre de 2022 el Estadio Monumental acogió el concierto de Music Bank Chile 2022 (que por tercera vez se realizaba en Chile), que contó con la presencia de los grupos surcoreanos ATEEZ, TXT, NCT DREAM, THE BOYZ, STAYC e (G)-IDLE, además de Rowoon (SF9) y la cantante chilena Princesa Alba. Sin embargo, cuando el concierto estaba en pleno desarrollo, una torrencial lluvia con tormentas eléctricas, que afectó en la noche de ese mismo día a Santiago, obligó a que el concierto se suspendiera, por falta de seguridad. Eso sí, TVN transmitió el concierto en TV Abierta, días después del evento.
| Fecha                    | Artista Principal | Concierto o Gira                                             | Acto de Apertura | Asistencia |
| ------------------------ | --- | ------------------------------------------------------------ | --- | ---------- |
| 18 de noviembre de 1995  | Los Jaivas | Presentación previa a un partido entre Colo-Colo y Palestino | |            |
| 4 de octubre de 1997     | Cachureos | Campaña en Ayuda a los Niños Enfermos del Sida               | — | 35 000     |
| 6 de abril de 2002       | Cachureos Axé Brasil El Monteaguilino Adrián y Los Dados Negros Douglas Sonora Palacios Keko Yunge                                                         | Cierre de Campaña Colotón                                    | — | 10 000     |
| 4 de noviembre de 2010   | Jonas Brothers | Live in Concert                                              | — | 30 000     |
| 16 de septiembre de 2011 | Red Hot Chili Peppers | I'm with You Tour                                            | Foals Chancho en Piedra                                                                                                   | 45 000     |
| 16 de noviembre de 2011  | Pearl Jam | PJ20 Tour                                                    | X | 55 000     |
| 5 de diciembre de 2012   | Silvio Rodríguez |                                                              | Nano Stern | 35 000     |
| 24 de septiembre de 2013 | Bon Jovi | Because We Can Tour                                          | Nickelback | 40 000     |
| 4 de octubre de 2013     | Black Sabbath | Black Sabbath Reunion Tour                                   | Megadeth | 50 000     |
| 27 de marzo de 2014      | Metallica | Metallica by Request                                         | Orquesta de Instrumentos Reciclados de Cateura                                                                            | 50 000     |
| 14 de septiembre de 2017 | Bon Jovi | This House Is Not for Sale Tour                              | Temple Agents | 39 000     |
| 29 de septiembre de 2017 | Guns N' Roses The Who Tyler Bryant & The Shakedown | Festival Stgo Rock City                                      | — | 45 000     |
| 30 de septiembre de 2017 | Def Leppard Tyler Bryant & The Shakedown Marky Ramone Kuervos del Sur                                                                                      | Festival Stgo Rock City                                      | — | 30 000     |
| 3 de mayo de 2022        | Soda Stereo | Gracias Totales - Soda Stereo                                | — | 30 000     |
| 4 de junio de 2022       | El Bloque 8 Pailita Agrupación Marilyn Arte Elegante Forest Sonora 5 estrellas Garras de Amor Grupo Red La Gran Magia Tropical La Nueva Sensación Tropical | Festival Florida Bier                                        | — | —          |
| 2 de julio de 2022       | — | Festival del Terremoto                                       | — | —          |
| 12 de noviembre de 2022  | ATEEZ TXT NCT Dream The Boyz StayC (G)I-dle Rowoon Princesa Alba                                                                                           | Music Bank                                                   | | 50.000     |
| 7 de diciembre de 2022   | Don Omar | El Choli se muda a Santiago                                  | Tego Calderon Chencho Corleone Ivy Queen Ñengo Flow                                                                       | 50.000     |
| 11 de diciembre de 2022  | Slipknot | Knotfest                                                     | Judas Priest Pantera Bring Me the Horizon Mr. Bungle Trivium Sepultura Vended Kuervos del Sur Weichafe Tenemos Explosivos | 55.000     |
| 21 de enero de 2023      | El Bloque 8 Polimá Westcoast Santa Feria Garras de Amor Mr Gato El Jordan 23 Marcianeke Pablo Chill-E                                                      | Festival Florida Bier                                        | — | —          |
| 6 de septiembre de 2023  | Bruno Mars | 2023 Tour                                                    | Soulfia | 48.000     |
| 25 de noviembre de 2023  | Roger Waters | This Is Not a Drill                                          | Rosa Quispe Huanca y Manka Saya                                                                                           | —          |
| 26 de noviembre de 2023  | Roger Waters | This Is Not a Drill                                          | Inti-Illimani | —          |
| 30 de noviembre de 2023  | The Cure | Shows of a Lost World                                        | Just Mustard FrioLento The Cruel Visions                                                                                  | —          |
| 11 de octubre de 2024    | Paul McCartney | Got Back                                                     | Dënver | —          |
| 15 de noviembre de 2024  | Duki | A.D.A Tour                                                   | Aqua VS & MKS | —          |
| 26 de noviembre de 2024  | Feid | Ferxxocalipsis Tour                                          | Kidd Voodoo | —          |
| 7 de octubre de 2025     | Kendrick Lamar | Grand National Tour                                          | Ca7riel y Paco Amoroso | —          |
| 21 de octubre de 2025    | Imagine Dragons | LOOM World Tour                                              | — | —          |